# 스픽 노 이블 (2024년 영화)
《스픽 노 이블》(영어: Speak No Evil)은 2024년 개봉한 미국의 심리 공포 스릴러 영화이다. 제임스 왓킨스가 감독과 각본을 맡았다. 제임스 매커보이, 매켄지 데이비스, 애슐링 프랜초지 등이 출연하였다. 2022년에 개봉한 동명의 덴마크 영화를 리메이크한 작품이다.
평단으로부터 대체로 긍정 평가를 받았다.

## 줄거리
최근 런던에서 살고 있는 미국인 돌턴 부부는 사춘기 직전의 딸 애그니스를 데리고 이탈리아에서 휴가를 보내던 중 혀 결손증을 타고나 말을 못한다는 어린 아들 앤트를 둔 자유분방한 영국인 부부 패디와 키어라를 만나 친해진다.
런던으로 돌아온 돌턴 부부는 패디와 키어라가 외진 데번주 농가로 초대하자 이에 응한다. 그러나 농가에서 시간을 보낼수록 수동적 공격성을 띤 패디와 키어라의 행동이 돌턴 부부를 불편하게 만든다.
영어를 쓸 줄 모르는 앤트는 시행착오를 거쳐 애그니스에게 진실을 알린다. 패디와 키어라가 실은 연쇄 살인자로, 그간 이 농가로 가족을 유인해 부모는 돈을 빼앗은 뒤 죽이고 자녀는 혀를 자르고 다음 피해자 가족을 속이는 데 써먹어왔으며, 자신이 바로 그런 피해 아동 중 하나라는 사실을.

## 출연
- 제임스 매커보이 - 패디 역
- 매켄지 데이비스 - 루이즈 돌턴 역
- 스쿠트 맥네리 - 벤 돌턴 역
- 애슐링 프랜초지 - 키어라 역
- 앨릭스 웨스트 레플러 - 애그니스 돌턴 역
- 댄 허프 - 앤트 역
- 크리스 히친 - 마이크 역
- 모타즈 말히스 - 무지드 역